# Championnats du monde de cyclo-cross 1990
Navigation
Édition précédente Édition suivante
Les championnats du monde de cyclo-cross 1990 ont lieu les 3 et 4 février 1990 à Getxo en Espagne. Trois épreuves masculines sont au programme.

## Podiums
| Épreuves | Or               | Argent             | Bronze              |
| -------- | ---------------- | ------------------ | ------------------- |
| Élites   | Henk Baars       | Adrie van der Poel | Bruno Lebras        |
| Amateurs | Andreas Büsser   | Miloslav Kvasnička | Thomas Frischknecht |
| Juniors  | Erik Boezewinkel | Jérôme Chiotti     | Niels van der Steen |

## Résultats

### Classement des élites
| Pos. | Cycliste           | Pays            | Temps           |
| ---- | ------------------ | --------------- | --------------- |
|      | Henk Baars         | Pays-Bas        | 1 h 03 min 14 s |
|      | Adrie van der Poel | Pays-Bas        | + 0:05          |
|      | Bruno Lebras       | France          | + 0:05          |
| 4    | Frank van Bakel    | Pays-Bas        | + 0:05          |
| 5    | Paul De Brauwer    | Belgique        | + 0:05          |
| 6    | Pascal Richard     | Suisse          | + 0:05          |
| 7    | Radomír Šimůnek    | Tchécoslovaquie | + 0:05          |
| 8    | Karel Camrda       | Tchécoslovaquie | + 0:09          |
| 9    | Beat Breu          | Suisse          | + 0:15          |
| 10   | Roger Honegger     | Suisse          | + 0:52          |

### Classement des amateurs
| Pos. | Cycliste            | Pays            | Temps       |
| ---- | ------------------- | --------------- | ----------- |
|      | Andreas Büsser      | Suisse          | 48 min 27 s |
|      | Miloslav Kvasnička  | Tchécoslovaquie | + 0:12      |
|      | Thomas Frischknecht | Suisse          | + 0:15      |
| 4    | Edward Piech        | Pologne         | + 0:18      |
| 5    | Edward Kuyper       | Pays-Bas        | + 0:23      |
| 6    | Johnny Blomme       | Belgique        | + 0:27      |
| 7    | Richard Groenendaal | Pays-Bas        | + 0:30      |
| 8    | Frank Groenendaal   | Pays-Bas        | + 0:41      |
| 9    | Dieter Runkel       | Suisse          | + 0:42      |
| 10   | Peter Hric          | Tchécoslovaquie | + 0:43      |

### Classement des juniors
| Pos. | Cycliste            | Pays                 | Temps       |
| ---- | ------------------- | -------------------- | ----------- |
|      | Erik Boezewinkel    | Pays-Bas             | 41 min 51 s |
|      | Jérôme Chiotti      | France               | + 0:12      |
|      | Niels van der Steen | Pays-Bas             | + 0:16      |
| 4    | Jiří Pospíšil       | Tchécoslovaquie      | + 0:23      |
| 5    | Dariusz Gil         | Pologne              | + 0:37      |
| 6    | Erwin Vervecken     | Belgique             | + 0:54      |
| 7    | Tim Kroll           | Allemagne de l'Est   | + 1:19      |
| 8    | Yannick Holweck     | France               | + 1:19      |
| 9    | Roman Jordens       | Allemagne de l'Ouest | + 1:32      |
| 10   | Patrick Flamm       | Allemagne de l'Ouest | + 1:33      |

## Tableau des médailles
| Rang | Nation          | Or | Argent | Bronze | Total |
| ---- | --------------- | -- | ------ | ------ | ----- |
| 1    | Pays-Bas        | 2  | 1      | 1      | 4     |
| 2    | Suisse          | 1  | 0      | 1      | 2     |
| 3    | France          | 0  | 1      | 1      | 2     |
| 4    | Tchécoslovaquie | 0  | 1      | 0      | 1     |